# Liên đoàn bóng đá Comoros
Liên đoàn bóng đá Comoros (tiếng Pháp: Fédération comorienne de football; tiếng Ả Rập: اتحاد جزر القمر لكرة القدم) là tổ chức quản lý, điều hành các hoạt động bóng đá ở Comoros. Liên đoàn quản lý đội tuyển bóng đá quốc gia Comoros, tổ chức các giải bóng đá như vô địch quốc gia và cúp quốc gia. Liên đoàn bóng đá Comoros gia nhập CAF năm 2000 và FIFA năm 2005.